# Palacio Much Hadham
Much Hadham House es una casa señorial adyacente a la iglesia en Much Hadham, Hertfordshire, Inglaterra, que anteriormente pertenecía a los obispos de Londres. Es un edificio protegido de grado II. 

## Historia
La casa se estableció originalmente como el hogar de los obispos de Londres antes de la Conquista normanda de Inglaterra en 1066. El hogar de Owen Tudor y su esposa, Catalina de Valois, se convirtió en el lugar de nacimiento de su hijo, Edmundo, aproximadamente en 1430. 
La casa actual, que data de principios del siglo XVI, fue secuestrada durante la Guerra Civil Inglesa en 1647 y luego volvió al obispo de Londres en la Restauración de la Monarquía en 1660. Se convirtió en un manicomio en 1817 hasta que pasó de nuevo a los Comisionados Eclesiásticos en 1868. Fue vendida como casa particular en 1888 y después de la Segunda Guerra Mundial se convirtió en el hogar del Mayor Sir Edward Beddington-Behrens. La casa es ahora una terraza de tres casas, Palace House, Palace East y Palace West que hoy son de propiedad privada.